# Šentilj v Slovenskih goricah
Šentilj v Slovenskih goricah (Duits: Sankt Egidi in Windischbüheln) is een plaats in Slovenië en maakt deel uit van de gemeente Šentilj in de NUTS-3-regio Podravska. De plaats telde 2.211 inwoners op 1 januari 2020.